# Pieter Baas

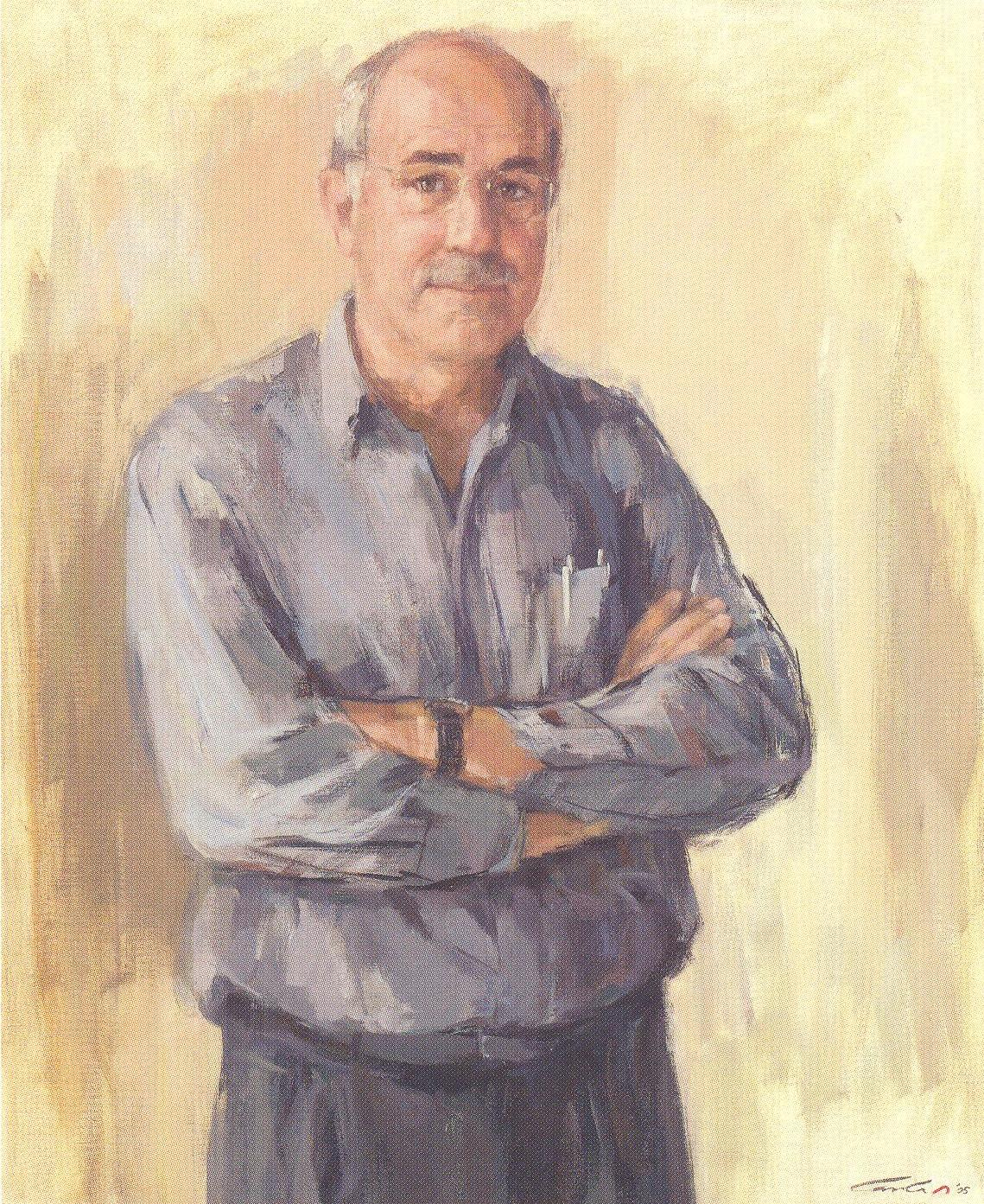
Porträt von Baas
von Carla Rodenberg (2005)

Pieter Baas (* 28. April 1944 in Wieringermeer; † 29. April 2024) war ein niederländischer Botaniker.
Sein botanisches Autorenkürzel lautet „Baas“.

## Leben
Baas besuchte die höhere Bürgerschule (H.B.S.) und nahm 1962 ein Studium der Biologie an der Universität Leiden auf. Hier wurde er am 18. Juni 1975 mit dem Thema Comparative anatomy of Ilex, Nemopanthus, Sphenostemon, Phelline, and Oncotheca mit dem Prädikat cum laude zum Doktor der Naturwissenschaften promoviert. Danach arbeitete er als Sekretär des Internationalen Verbands der Holzanatomen und als Redakteur der Fachzeitschrift des Vereins. Während jener Zeit organisierte und beteiligte er sich an mehreren Konferenzen weltweit. Am 23. Mai 1987 wurde er als außerordentlicher Professor für systematische Pflanzenanatomie an die Leidener Hochschule berufen und übernahm die Tätigkeit am 1. Juni 1987. Am 12. Februar 1988 hielt er die Antrittsvorlesung Op het scherp van de snede (deutsch Auf des Messers Schneide). Nach der Emeritierung von Cornelis Kalkman wurde Baas ordentlicher Professor für systematische Botanik sowie wissenschaftlicher Direktor des Hortus Botanicus Leiden und des dortigen Reichsherbariums. In dieser Eigenschaft organisierte er 1989 den ersten Kongress der Flora Malesinana in Leiden.
Unter seiner Leitung kam 1999 das Nationale Herbarium der Niederlande (niederländisch Nationaal Herbarium Nederland) zustande, das aus der Kooperation des botanischen Museums und Herbariums in Utrecht, des Leidener Hortus Botanicus und Reichsherbariums sowie des Herbariums Valdense in Wageningen entstand. 2003 erhielt er die Linné-Medaille der Linne-Gesellschaft in London, deren korrespondierendes Mitglied er ist. Zudem ist er Mitglied der Botanical Society of America (deutsch botanischen Gesellschaft von Amerika), Ehrenmitglied der International Association of Wood Anatomists (IAWA) (deutsch Des internationalen Verbands der Holzanatomen) und Ehrenmitglied der Indian Association of Plant Taxonomists (deutsch Indischer Verband der Pflanzen-Klassifizierung). Er war bis 2005 Vorsitzender der niederländischen Stiftung für nationale Pflanzensammlung (niederländisch Stichting Nationale Plantencollectie), wurde 2005 Ritter des Ordens vom niederländischen Löwen und ist seit 2000 Mitglied der königlich niederländischen Gesellschaft der Wissenschaften. Nach ihm ist die fossile Pflanzenfamilie Baasia und Baasoxylon benannt worden. 2005 wurde er emeritiert. Seine akademische Nachfolge trat Erik Smets (* 1957) an.
Pieter Baas verstarb einen Tag nach seinem 80. Geburtstag im April 2024.